# Reus Dan

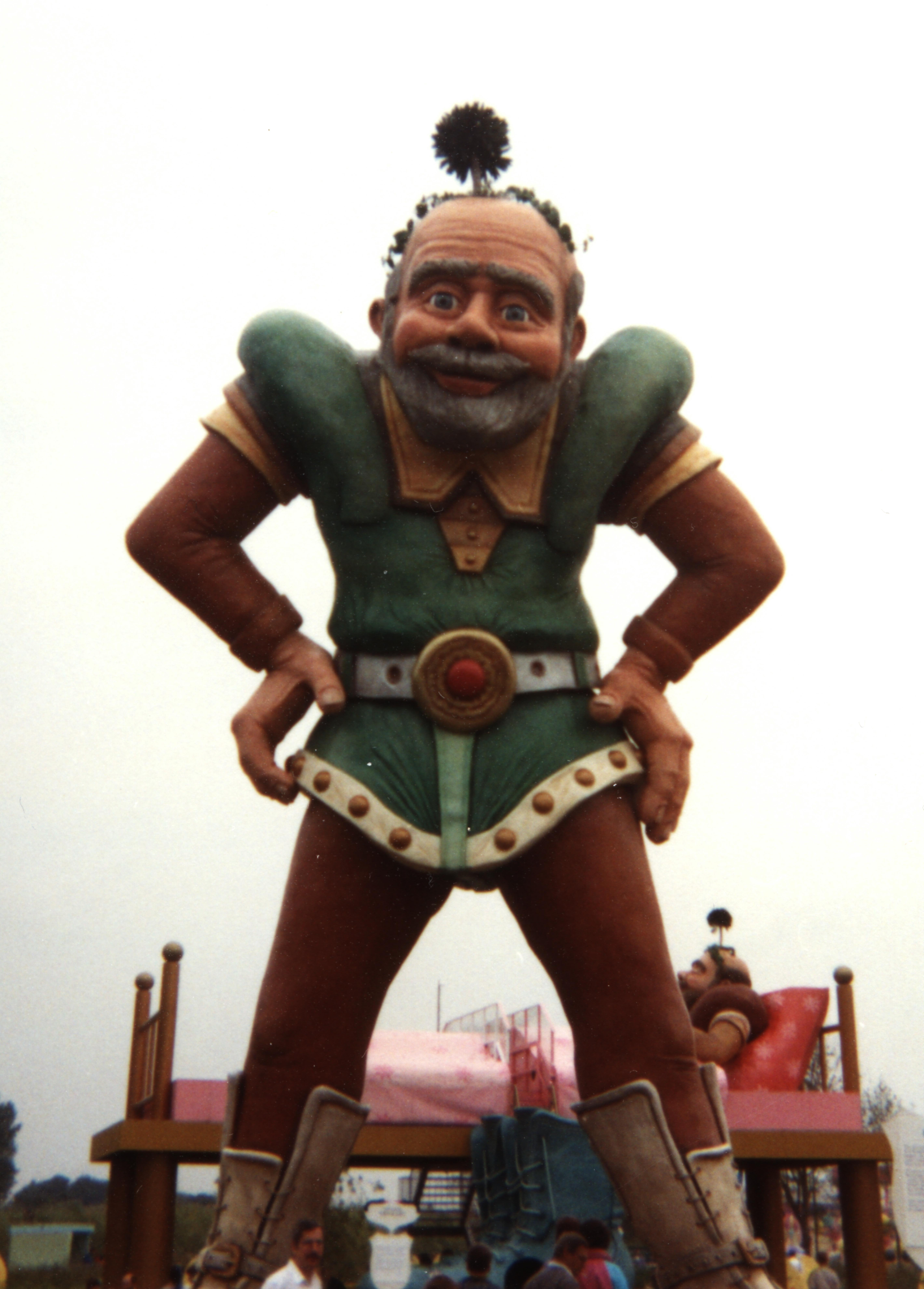
Reus Dan, met op de achtergrond Reus Toen

Reus Dan was een personage en beeld in het voormalige attractiepark Het Land van Ooit. Het beeld van Reus Dan staat nu onder dezelfde naam in het familiepark Mini Mundi, waarvan het de mascotte is.

## Verhaal
Reus Dan is de zoon van twee reuzen. Hij is altijd gekleed in groen en blauw en hij heeft een bruine baard. Dan is circa 10 meter hoog en 5 meter breed. Op zijn kale hoofd groeit een boom. Deze zou hier zijn komen te groeien omdat de reus zoveel over de natuur nadacht. Omdat iedereen veel te slecht voor de natuur zorgde zocht Dan met zijn broers een plaats om goed te wonen en zo kwamen ze terecht in Het Land van Ooit.
Reus Dan zou volgens de verhalen van het themapark de poorten van Het Land van Ooit bewaken. Dit deed hij samen met zijn broers: Reus Toen, Reus Ooit en later Reus Nu. Ook heeft Reus Dan nog een gekloond zusje: Kloontje het Reuzenkind.

## Park
Reus Dan stond ook als beeld in het Het Land van Ooit, op ware grootte (zoals boven beschreven). Het beeld was vervaardigd uit polyester. De bezoekers konden onder hem doorlopen en kwamen dusdoende in Reuzenland, de zogenoemde woonplek van de reuzenfamilie. In dit gedeelte kon men onder andere op het meubilair van de reus klimmen en rijden in zijn pantoffels. Reus Dan werd niet, zoals de meeste andere personages in Het Land van Ooit door een acteur gespeeld. Wel kwam hij vaak voor in vertellingen in de theaters van het themapark.
Het beeld van Reus Dan was een van de voornaamste blikvangers in Het Land van Ooit.

## Faillissement
Op 21 november 2007 werd het Land van Ooit failliet verklaard. De gemeente Heusden maakte op 21 december 2007 bekend dat ze alle grond en opstallen had opgekocht. In maart 2008 vond de executieverkoop plaats van de overige bezittingen, en dus ook van het beeld van Reus Dan. Het beeld was tijdens de kijkdagen vooraf aan de veiling en in de media een van de meest besproken onderwerpen. De verkoop van de reus leverde 6200 euro op. Dan werd vervolgens gekocht door Miniatuur Walcheren te Middelburg. Op 30 januari werd Dan op zijn nieuwe verblijfsplaats neergezet. Hij staat nu op Familiepretpark Mini Mundi in Middelburg. Daar waakt hij over Miniatuur Walcheren, dat een onderdeel van Mini Mundi is.